# Sông Tocantins

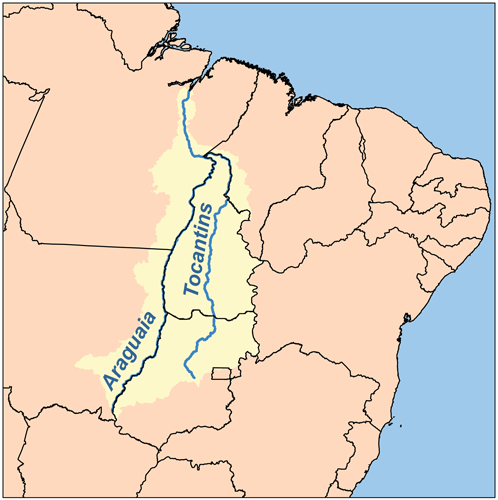
Bản đồ lưu vực Araguaia/Tocantins Watershed.

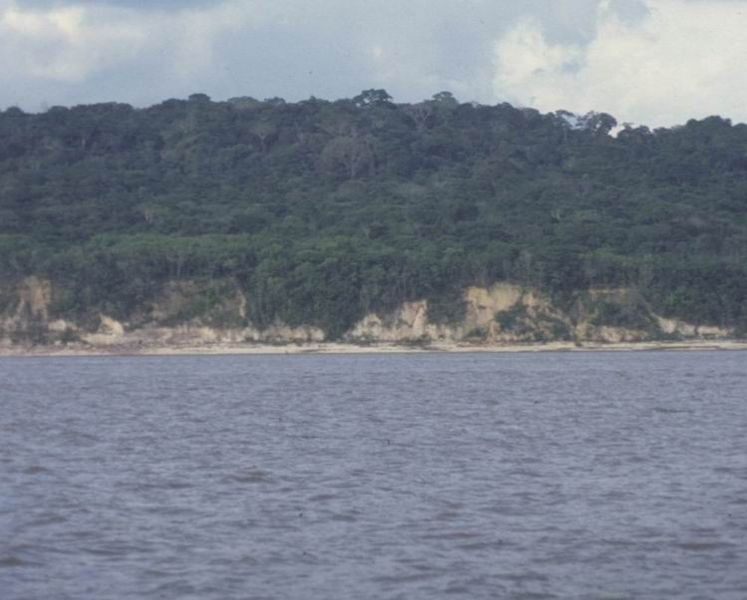
Sông Tocantins

Tocantins là một sông huyết mạch ở trung tâm Brasil. Trong tiếng Tupi, tên của sông có nghĩa là "mỏ của toucan" (Tukã cho "toucan" và Ti cho "mỏ"). Sông chảy từ nam lên bắc với chiều dài 2,640 km. Sông thực ra không thuộc hệ thống sông Amazon, mặc dù thường được coi là như vậy, do nơi đổ ra Đại Tây Dương của Tocantins nằm ngay sát của Amazon. Sông chảy qua bốn bang của Brasil là Goiás, Tocantins, Maranhão và Pará.

## Dòng chảy
Sông bắt nguồn từ một quận miền núi là Pireneus, ở phía tây của Quận Liên Bang, song chi lưi phía tây của sông là Araguaia, có đầu nguồn cực nam tại sườn của dãy Serra dos Caiapós. Araguaia chảy 1,670 km trước khi hợp lưu vào Tocantins, và gần như ương đương nhau về lưu lượng. Bên cạnh chi lưu chính của sông là Rio das Mortes, Araguaia có 20 chi lưu nhỏ hơn và canoe có khả năng thông hành trong nhiều dặm. Trên đường đến với các vùng đất thấp, sông phải vượt qua nhiều thác ghềnh, hoặc uốn lượn mãnh liệt qua các hẻm núi đá cho đến một điểm cách khoảng 160 km trên nơi hợp lưu với Tocantins.
Hai chi lưu khác, mang tên Maranhão và Paranatinga, tiếp nhận một lượng nước lớn từ vùng cao nguyên quanh chúng, đặc biệt là ở phía nam và đông nam. Giữa nơi hợp lưu của dòng sông thứ hai và Araguaia, Tocantins đôi khi bị nghẽn dòng do các hàng rào đá trườn ra phần lớn góc bên phải của sông.

## Đập
Đaọn hạ lưu từ điểm hợp lưu với Araguaia, tại bang Pará, sông có nhiều thác nước lớn và ghềnh, song chúng đã bị ngập vào đầu những năm 1980 khi một hồ nước nhân tạo được hình thành khi xây đập Tucuruí, một trong những đập lớn nhất thế giới. Khi giai đoạn thứ hai của dự án Tucuruí được hoàn thành, sẽ có một hệ thống cửa cống giúp tăng khả năng thông hành của sông.